# Albrecht Borgaard
Albrecht Borgaard (anglicisé en Albert Borgard ; né le 10 novembre 1659 – 7 février 1751) est un ingénieur militaire et maître d'artillerie danois. Il réforma entièrement l'artillerie britannique au début du XVIIIe siècle et en fit l'une des armes les plus efficaces du moment.

## Ses débuts
Issu d'une vieille famille danoise, il était né à Holbæk, dans le Jutland. Il s'engagea dans l’armée danoise en 1675, au début de la guerre suédo-danoise, et obtint son brevet d'artilleur en 1676. Il servit tout au long du conflit, et lorsque la paix fut conclue en 1679, fut promu au rang d'artificier, et chargé de la reconnaissance des côtes de l'île de Zélande. « En 1680, écrit-il, je fus chargé, avec un autre artificier, de rejoindre Berlin dans le cadre d'un échange avec deux artificiers brandebourgeois dépêchés eux-mêmes au Danemark afin d'apprendre les différentes façons de faire de chaque nation, en matière d'artillerie et de feux d'artifice. » Il prit part au secours de Vienne, à la bataille de Gran (de) et au siège de Buda. En 1688, il quitta le service du Danemark en raison de « certaine injustice portée à sa promotion », et s'engagea comme volontaire au service de la Pologne ; mais il reçut alors une offre d'officier dans la Garde Prussienne, qu'il accepta. Dans les rangs de l'armée prussienne, il servit lors de la campagne du Rhin et prit part au siège de Bonn. En 1692, il quitta l’armée prussienne, chargé par l’empereur de recruter un régiment ; faute d'y parvenir, il rallia au mois d'avril le camp de Louis XIV stationné devant Namur. Sous la bannière française, il s'illustra lors de l'attaque de la citadelle, à tel point que le roi de France lui octroya une prime de 1 000 couronnes, et lui offrit une commission de capitaine ; mais Borgaard, protestant convaincu, refusa cette offre, préférant se mettre sous les ordres du colonel Gore, dont il avait fait la connaissance à Bonn comme volontaire.

## Au service de l'armée britannique
Quoiqu’il n'eût alors encore que 33 ans en se mettant au service de l'armée anglaise, il avait déjà pris part à 11 batailles et douze sièges, ce qui en faisait l'un des officiers d'artillerie les plus aguerris du moment. Gore le présenta au roi Guillaume III, lequel reconnut sa compétence et lui offrit le grade de maître de pièce en 1693. Élevé au grade de capitaine et d'adjudant d'artillerie dans les Flandres en 1695, il prit part aux batailles de Steinkerque et de Landen, ainsi qu'aux sièges de Huy et de Namur. Lorsqu’au terme de la guerre de la Ligue d'Augsbourg, on congédia tous les mercenaires étrangers, il fut, avec un seul autre officier nommé Schlunt, le seul maintenu dans les rangs de l'armée anglaise, et même en 1698 Guillaume III le promut ingénieur militaire. En 1702, il s'illustra à la prise des forts de Sainte-Catherine, de Matagorda et de Durand. À son retour en Angleterre, il épousa Barbara Bradshaw, dont il eut plusieurs enfants. Au terme de son service dans les Flandres, il fut promu lieutenant-colonel d'artillerie, et chargé du commandement de l'artillerie en Espagne et au Portugal sous les ordres de Lord Galway. Il s'empara de Valencia de Alcántara, de Ciudad Rodrigo et d’Alcántara, et justifia ainsi la percée du comte de Galway en Espagne. En 1708, il supervisa la réduction du château de San Felipe à Minorque. Il était aux côtés de Stanhope aux batailles d'Almansa, d'Almenara et de Saragosse, où il reçut quatre blessures, ainsi qu'à Villaviciosa où, blessé et laissé pour mort, il se rendit à l'ennemi. Échangé avec d'autres prisonniers, il retourne en Angleterre et est nommé chef de batterie le 9 août 1712. En 1713, il mit à profit les leçons de Berlin pour des feux d'artifice pour, selon ses propres mots, « exécuter des feux d'artifice sur la Tamise au mois d'août face à Whitehall en action de grâces pour la paix conclue à Utrecht. » En 1715, il commandait le train d'artillerie envoyé au duc d'Argyll en Écosse, en 1718, il était nommé géomètre-assistant, et en 1719 il commandait l'artillerie lors de l’expédition de Vigo. Ce fut là le dernier acte de service actif du colonel Borgaard ; mais le plus grand service qu'il eut jamais rendu à la Couronne britannique est encore la création du régiment Royal Artillery.

## La création du régiment Royal Artillery
Dans le récit qu'il donne lui-même de ses états de service, Borgaard dit : « En 1722 il plut à feu Sa Majesté de reconduire ma charge de colonel, et de me confier le commandement du régiment d'artillerie, mis sur pied pour son service, comprenant quatre compagnies. » Son comportement honorable en tant que colonel nous est confirmé par une lettre de son neveu, le général de brigade Albert Borgard Michelsen : « Il était d'une honnêteté stricte, et déclarait souvent, jusque peu avant sa mort, qu'il pouvait sans crainte jurer n'avoir jamais perçu 6 pence de ce que le Roi lui allouait pour son régiment, et abandonnait l'équipement du régiment au Board of Ordnance, afin de ne pas être suspect de faire quelque profit que ce soit sur ce chapitre... Il était en grande estime auprès du prince Georges de Danemark et des rois George Ier et George II » (Olsen). Borgaard fut promu major-général en 1735, puis lieutenant-général en 1739. À son trépas à Woolwich, le 7 février 1751, à l'âge avancé de 92 ans, il laissait à son successeur, le général Belford (en), l'un des meilleurs corps d'artillerie au monde.